# ガウデテ・サンデイ
ガウデテ・サンデイ (英語: Gaudete Sunday)は「喜びの日曜日」、「ローズ・サンデイ」（Rose Sunday）とも呼ばれ、西方教会の伝統的な宗派（カトリック教会、聖公会、ルーテル教会など）の教会暦でアドベント（クリスマス前の数週間）の第三主日のことをいう。  この日のミサがラテン語で「Gaudete in Domino semper」（常に主において喜べ）で始まる祈りはささげられたので、ガウデテ・サンデイと呼ばれるようになった。

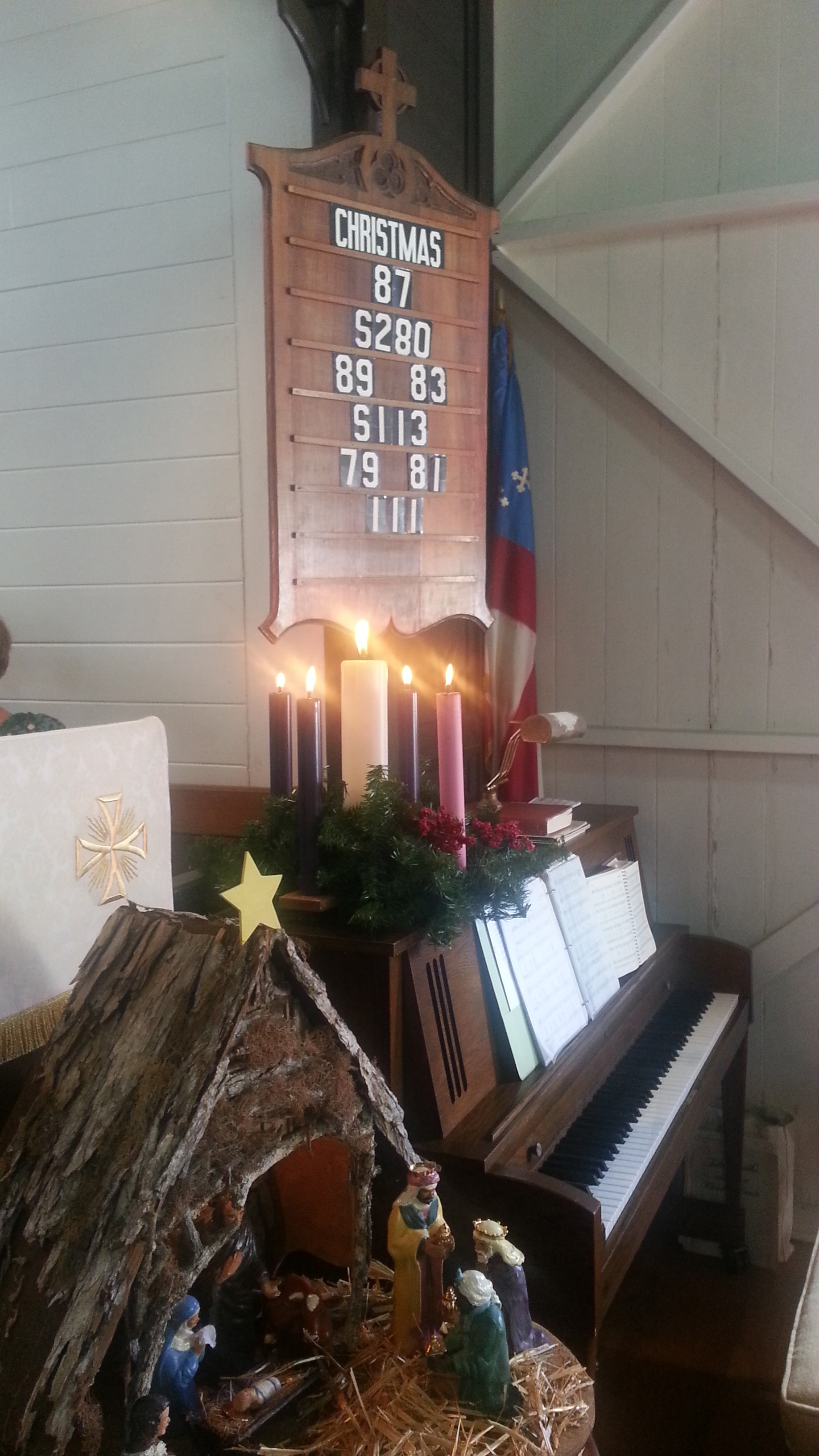
アドベントのろうそくの1本（一番手前）がバラ色で、クリスマス当日には全部点灯されている（ハワイの米国聖公会教会で、2016年12月25日）

アドベントの期間には、それぞれの国で様々な独特の習慣がある。そのうちの一つが教会の祭壇で4本（その年により5本）のロウソクを立て（通常白色または紫色）、日曜ごとにロウソクを灯し増していくもので、ロウソクの一つがクリスマスを迎える喜びを表すバラ色で、第三主日にはこのロウソクを点灯するので「ローズ・サンデイ」とも呼ばれる。  英国聖公会では以前からこの習慣が非公式に行われていたが、2000年新祈祷書 Common Worshipで正式になっている。

## 参照項目
- アドベント（待降節、降臨節）